# 肖建国 (计算机科学家)
肖建国（1957年3月—），男，辽宁鞍山人，中国计算机科学家，現任北大方正集團董事長、北京大学教授、博士生导师。曾任北京大学计算机科学技术研究所所长、北大方正集团首席技术官。北京大学计算机专业學士（1987年）、硕士（1990年）。
肖建国取代黃桂田當選北大方正集團董事長。而黃桂田本身是取代被刑事調查的魏新。肖建国作為方正集團董事長時，党委书记由韦俊民擔任。